# فريق الادعاءات التاريخية العراقية
فريق الإدعاءات التاريخية العراقية (IHAT) هو وحدة أنشأتها الحكومة البريطانية في مارس / آذار 2010 للتحقيق في مزاعم الانتهاكات والتعذيب على أيدي الجنود البريطانيين في العراق. ركزت هذه المزاعم على ثلاثة مواقع استجواب بالقرب من البصرة يديرها فريق الاستجواب الأمامي المشترك بين مارس / آذار 2003 وديسمبر / كانون الأول 2008. بدأ التحقيق في نوفمبر / تشرين الثاني 2010 بعد أن قال 146 رجلاً عراقياً إنهم تعرضوا للتعذيب.
قاد الوحدة مارك وارويك وهو محقق شرطة مدني كبير متقاعد، وتتألف من ضباط شرطة البحرية الملكية ومحققين سابقين من الشرطة المدنية وصل عدد أفرادها قريبًا إلى 145 موظفًا. في يناير 2013، فقدت شركة G4S Policing Solutions التابعة لشركة G4S عقداً لتزويد 40 ضابط شرطة سابقًا للتحقيق، واستبدلوا بمهارات الشرطة، وهي شركة تابعة لمجموعة ريد سنابر كروب، والتي وفرت 100 محقق سابق.
في مراجعة قضائية، قضت محكمة الاستئناف في نوفمبر / تشرين الثاني 2011 بأن تورط فرع الواجبات العامة للشرطة في الشرطة العسكرية الملكية «أضر إلى حد كبير» بالتحقيق لأن أعضاء الوحدة شاركوا في اعتقالات في العراق. ورد وزير القوات المسلحة، نيك هارفي، بإعلانه في مارس 2012 أنه سيعاد تعيين طاقم الشرطة العسكرية الملكية واستبدالهم بأفراد شرطة البحرية الملكية بحلول الأول أبريل 2012.
تقدم محامون يمثلون أشخاصًا يزعمون أنهم تعرضوا للتعذيب بطلب مراجعة قضائية أخرى في مايو / أيار 2012 لفحص الادعاء بأن شرطة البحرية الملكية ليست مستقلة بما يكفي لأنها شاركت أيضًا في الاستجوابات، وأن الانتهاكات كانت ممنهجة وواسعة الانتشار لدرجة أن التحقيق العام وحده سيفي بالتزامات المملكة المتحدة في مجال حقوق الإنسان.
بدأت القضية في 29 كانون الثاني (يناير) 2013 وصدر الحكم من قبل السيد القاضي سيلبر في 24 مايو 2013. ورد في هذا الحكم أن IHAT قد نظمت الآن بطريقة تمكنها من القيام بشكل مستقل بوظائف التحقيق والادعاء. كما قضت بأن قرار وزير الخارجية برفض الأمر بإجراء تحقيق عام شامل لا يمكن التشكيك فيه، وقالت إنه ينبغي بذل المزيد لمعالجة القضايا المنهجية الأوسع. طرح حل ممكن - تحقيقات من النوع التاجي بمجرد اكتمال الإجراءات الجنائية في قضية معينة، أو بمجرد أن يتضح أن مزاعم معينة لن تؤدي إلى مقاضاة جنائية - طرح للنظر فيه من قبل وزير الخارجية.
استدعي مارتن جيرول في عام 2016، وهو العضو المنتدب لمجموعة ريد سنابر كروب (RSG) كشاهد في جلسة الأدلة الشفوية من قبل لجنة برلمانية مختارة. سلط مقال لاحق في صحيفة ديلي تلغراف الضوء على الأرباح التي حققتها الشركة التي لديها عقود بقيمة 4.8 مليون جنيه إسترليني سنويًا وعدم فعاليتها الواضحة في ذلك على مدار ست سنوات من وجودها، ولم تسفر عن محاكمة واحدة ناجحة. يمكن دفع رواتب موظفيها البالغ عددهم 127 موظفًا من خلال شركات محدودة يحتمل أن تخفض الضرائب. أكدت RSG أن جميع عمالها كانوا داخل IR35، وبالتالي أدوا المستويات الصحيحة من ضريبة الدخل وعوائد التأمين الوطني. علاوة على ذلك، قدم مارتن جيرولد أدلة في شكل عقد التعاقد مع وزارة الدفاع والذي حدد بوضوح أنه تم التعاقد مع RSG لتوفير عمال الوكالة. عمل هؤلاء العمال تحت إشراف وإشراف ورقابة موظفي وزارة الدفاع المعينين. لم تقدم RSG ميزة خدمة تشغيلية. كانوا جميعا لأغراض التوظيف والتدريب ووظيفة الموارد البشرية للفريق.
في عام 2017، أعلن وزير الدفاع مايكل فالون أن التحقيقات ستغلق في غضون أشهر بعد أن وصفها أعضاء البرلمان بأنها «فشلت بلا هوادة». ووفقًا لتقرير لجنة الدفاع، فإن IHAT قد تناول أكثر من 3500 ادعاء بوقوع انتهاكات على الرغم من عدم وجود أي أدلة موثوقة في معظمها. ووجد التقرير أوجه قصور في إجراء التحقيقات وخلص إلى أن أولئك الذين يخضعون للتحقيق قد عانوا من ضغوط غير مقبولة، تعطلت حياتهم وتضررت وظائفهم.

## روابط خارجية
- موقع رسمي
- القضايا المنجزة من قبل IHAT